# Università di York
L'Università di York (in inglese University of York) è un'università presente nella città di York. Fondata nel 1963, comprende più di trenta dipartimenti e centri di ricerca nelle aree delle discipline umanistiche, scientifiche e dell'ingegneria.

## Storia

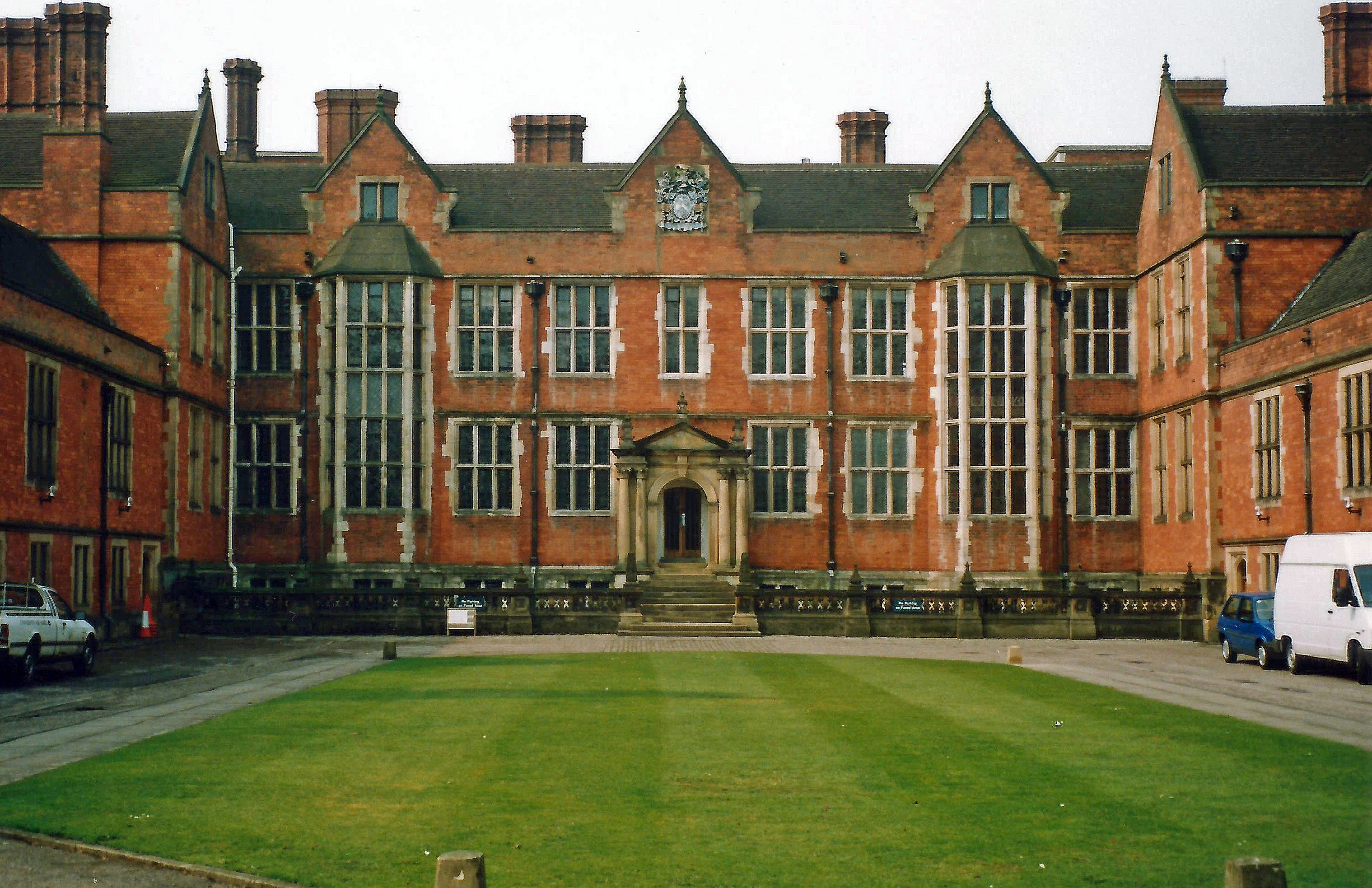
Heslington Hall, nei pressi di York

La prima istanza di fondazione di una Università a York fu presentata a Giacomo I d'Inghilterra nel 1617. Un successivo tentativo di istituzione di un centro universitario a York risale al 1903, quando fu proposta la costituzione della Victoria University of Yorkshire. L'università fu aperta nel 1963 e le strutture erano incentrate sull'edificio storico King's Manor nel centro di York e Heslington Hall nel villaggio di Heslington. L'anno successivo, inizia la costruzione del campus a Heslington che divenne in seguito rappresenta il centro dell'attività didattica e di ricerca dell'Università.

## Struttura
Il campus si estende su circa 0,82 chilometri quadrati, e incorpora lo York Science Park e il National Science Learning Centre, e alcuni edifici storici nel centro della città di York. Ogni studente è assegnato a uno degli otto college dell'Università di York.
Heslington West campus

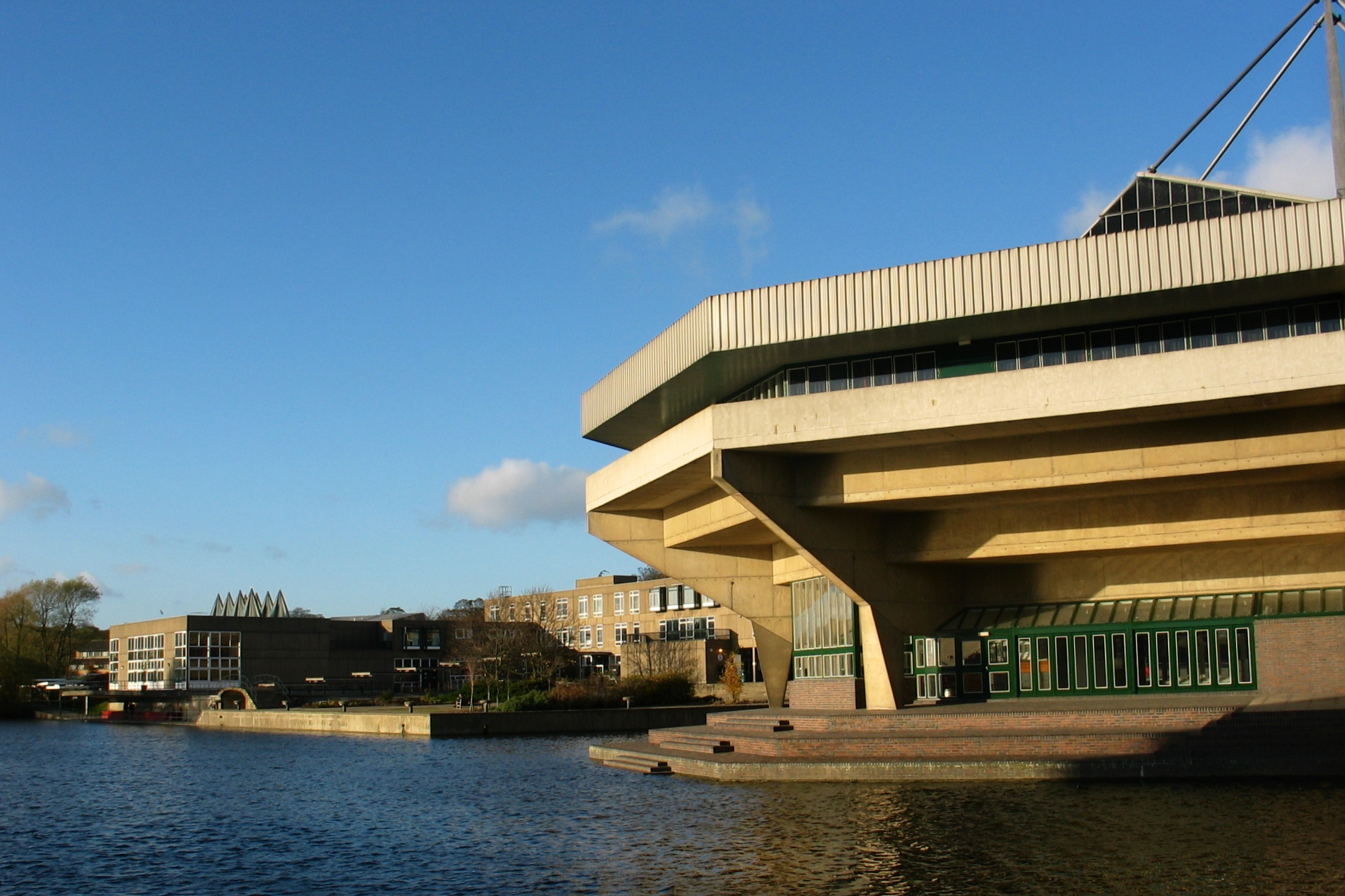
Central Hall

I lavori per la costruzione del campus universitario iniziarono nel 1964 nei pressi di Heslington. Nel campus sono stati costruiti laghi artificiali e colline sulla base del progetto dell'architetto Andrew Derbyshire. I vari edifici, college e dipartimenti sono collegati da sentieri coperti e ponti. Il centro del campus è Central Hall, un auditorium usato per concerti, rappresentazioni teatrali ed esami di fine anno. Il lago del campus, Scullion's Lake è divenuto l'habitat di una vasta popolazione di anatidi selvatici, tra cui oche selvatiche, oche canadesi, oche facciabianca, oche delle nevi, folaghe, gallinelle, nonché varie specie di anatre. Vi è anche una crescente popolazione di cigni e cigni neri e svassi maggiori. Su base stagionale e con apposita licenza ne è permessa la pesca.
King's Manor

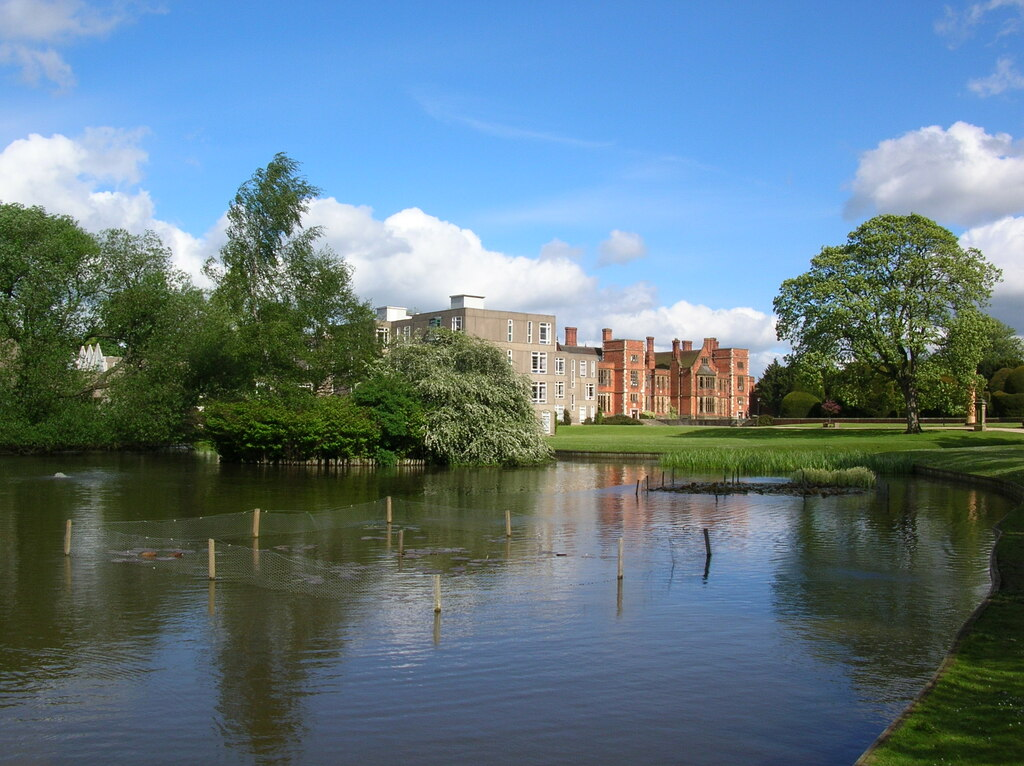
Il lago artificiale Scullion

Posto al centro della città di York, a circa tre chilometri dal campus, King's Manor ospita i dipartimenti di archeologia, studi medioevali e studi sul XVIII secolo.
Heslington East campus
Nel 2003 l'università ha pianificato l'espansione del campus per ospitare nuovi dipartimenti come quello di giurisprudenza e di odontoiatria. Il campus orientale è stato inaugurato il 29 aprile 2010, divenendo operativo il successivo ottobre unitamente al trasferimento di alcuni dipartimenti.

### College
L'Università di York dispone di otto college a cui ogni studente deve esserne membro. Tutti i college hanno lo stesso status, ma ognuno ha un proprio regolamento. Il college è gestito da una commissione eletta dai docenti e dagli studenti e viene presieduto da un provost. I college sono composti da studenti undergraduate e postgraduate, nonché docenti, in modo da rappresentare tutte le discipline.
In ordine cronologico di costruzione i nove college sono:
- 1965 – Derwent college, dedicato al fiume Derwent nello Yorkshire
- 1965 – Langwith college, intitolato a Langwith Common
- 1967 – Alcuin college, intitolato a Alcuino di York
- 1967 – Vanbrugh college, intitolato a John Vanbrugh
- 1968 – Goodricke college, intitolato a John Goodricke
- 1972 – Wentworth college, intitolato a Thomas Wentworth
- 1990 – James college, intitolato a James of Rusholme
- 2002 – Halifax college, intitolato a Edward Wood
- 2014 – Constantine college, intitolato a Costantino I

Accanto ai college, vi sono residenze universitarie fuori dal campus, tra cui Constantine House, 54 Walmgate e Fairfax House.